# دومنیکو ملدولسی
دومنیکو ملدولسی (ایتالیایی: Domenico Meldolesi; ۱۲ ژانویهٔ ۱۹۴۰ – ۳ ژانویهٔ ۱۹۹۲) دوچرخه‌سوار اهل ایتالیا بود.